# A nemzeti összetartozás napja

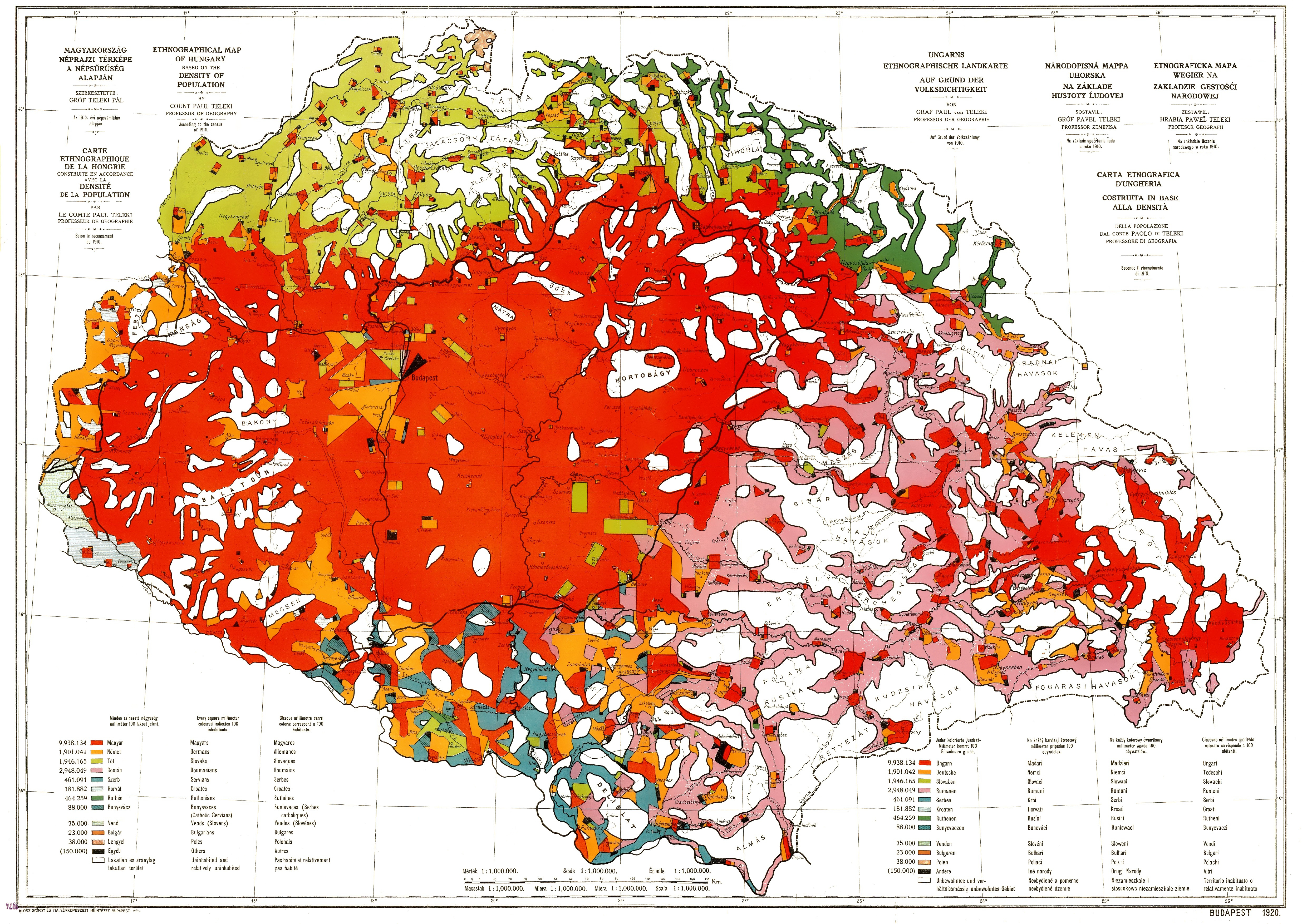
Teleki Pál miniszterelnök, földrajztudós híres térképe Magyarország 1910-es népességének nemzetiségek szerinti megoszlásáról. A térkép „vörös térkép” néven is ismert a magyar nemzetiség jelzésére használt piros szín miatt

A nemzeti összetartozás napja – a 2010. évi XLV. törvénybe foglalt hivatalos nevén: Nemzeti Összetartozás Napja – az 1920-as trianoni békeszerződés aláírásának évfordulójára emlékező, június 4-ére eső nemzeti emléknap Magyarországon, melyet 2010. május 31-én 302 igen, 55 nem és 12 tartózkodó szavazat mellett iktatott törvénybe az Országgyűlés. Az erről szóló Nemzeti Összetartozás melletti tanúságtételről címet viselő törvényjavaslatot Kövér László (Fidesz) és Semjén Zsolt (KDNP) kezdeményezte. Az indítványt támogatta a Fidesz, a KDNP és a Jobbik frakciója, míg az MSZP ellene foglalt állást arra hivatkozva, hogy a javaslat „rontja Magyarország jó szomszédi kapcsolatait és nem szolgálja a határon túli magyarok érdekeit”. Az MSZP-ből 55-en a nem gombot nyomták meg, az LMP-ből 12-en tartózkodtak.
Az Országgyűlés a törvény elfogadásával kinyilvánította: „a több állam fennhatósága alá vetett magyarság minden tagja és közössége része az egységes magyar nemzetnek, melynek államhatárok feletti összetartozása valóság, s egyúttal a magyarok személyes és közösségi önazonosságának meghatározó eleme”.
Sólyom László köztársasági elnök 2010. június 3-án aláírta a törvényt, és az 2010. június 4-én, napra pontosan a 90. évfordulón, hatályba is lépett.

## A törvény megalkotásának oka

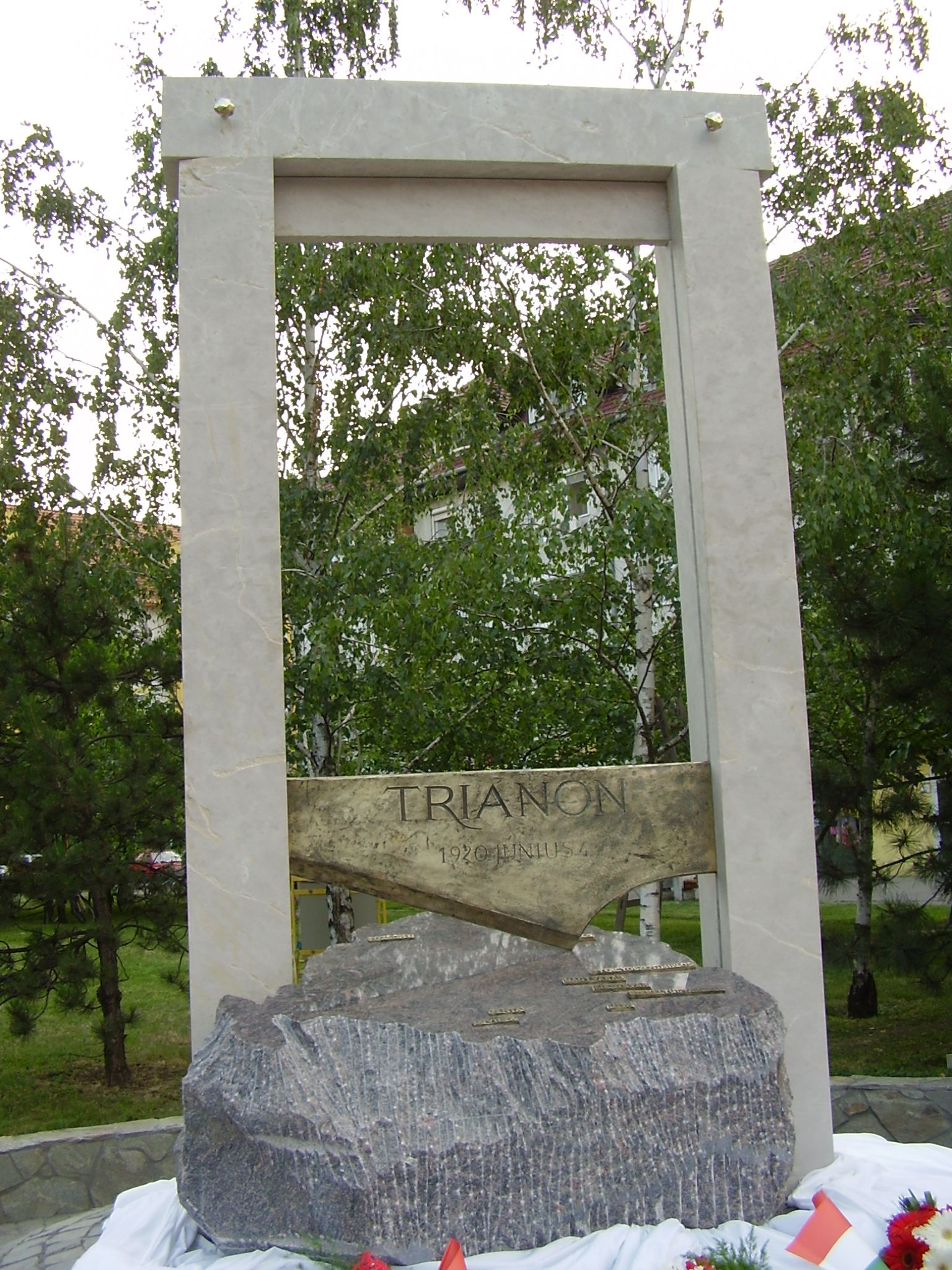
Trianon-emlékmű Békéscsabán

A Nemzeti Megbékélés emlékműve Csátalján

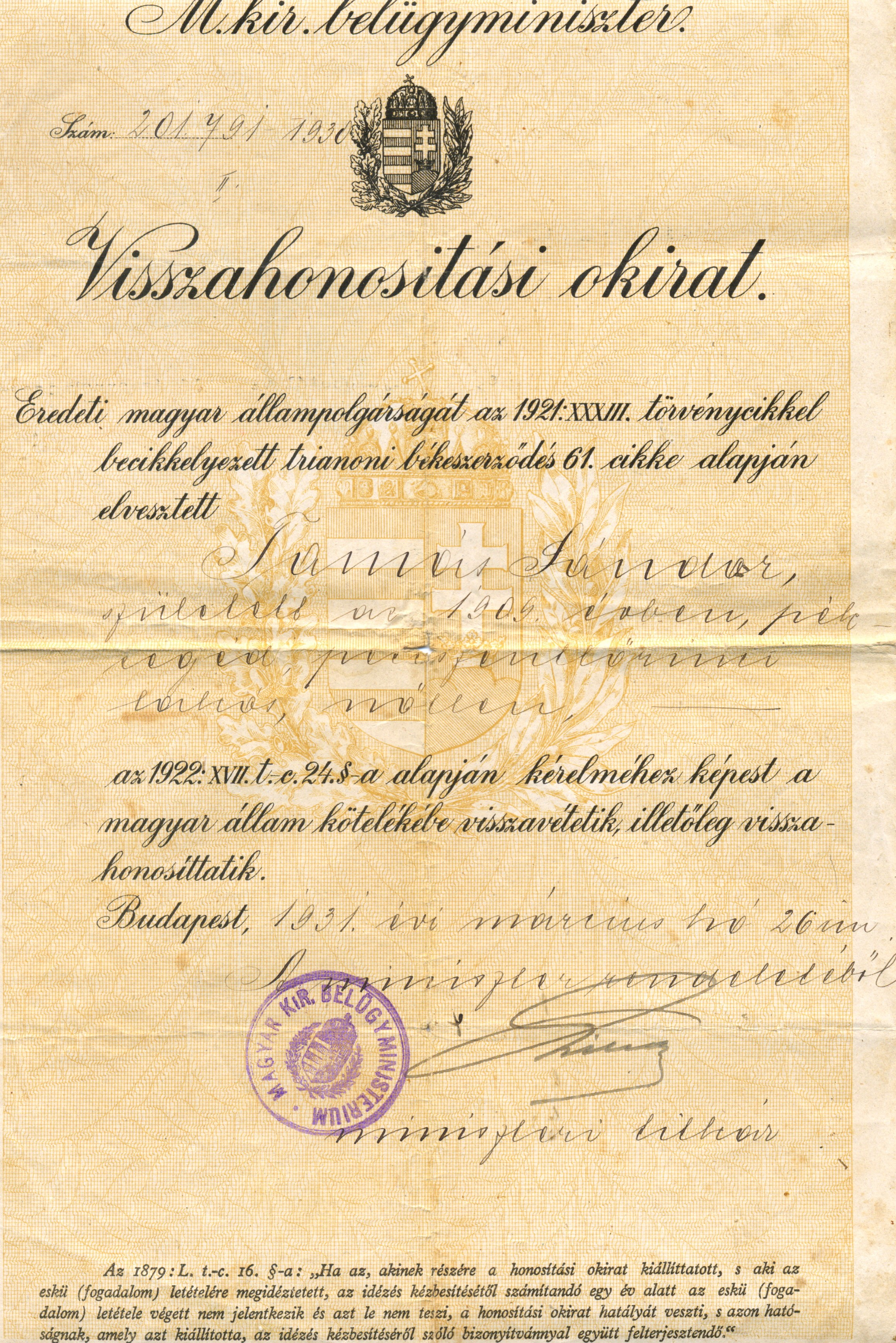
Visszahonosítási okirat 1931-ből. Ma Magyarország Alkotmánya értelmében a köztársasági elnök dönt az állampolgársági ügyekben

1918. november 16-án az eckartsaui nyilatkozatot követően megtörtént az új állam, az első Magyar Népköztársaság („Magyarország minden más országtól független és önálló népköztársaság.”) ünnepélyes keretek közt történt kikiáltása, amely a régi rend végét és egy új világ kezdetét jelentette. Ez az új világrend azonban visszavonhatatlanná csak 1920. június 4-én, az első világháborúban vesztes résztvevőre, a Magyar Királyságra kényszerített trianoni szerszerződés aláírásának napján vált a magyar társadalom számára.
1918. december 3-án Károlyi Mihály akkori miniszterelnök kiáltványban fordult a magyarokhoz:
Magyarok!

…„A kormány a magyar népköztársaság nevében ünnepélyesen kijelenti, hogy e kényszerűséggel szemben az ország semmiféle jogáról le nem mond. A joghoz és igazsághoz ragaszkodik. Hajoljatok meg a kényszerűség előtt, mert minden erőszak csak ronthatná helyzetünket a nemsokára összeülő békekonferencia előtt. Magyarország területi épségét sokszor fenyegette veszedelem. Mégis újból eggyé lett. A természet teremtette ilyenné. Mi kívánjuk, hogy a jövőben necsak az élettelen természet, hanem testvéri szeretet is kapcsolja hozzánk összes nem magyarajkú polgártársainkat. Ma is készek vagyunk teljes közigazgatási és kulturális autonómiát adni a velünk élő Összes- nemzeteknek. Szabad demokratikus keleti, Svájcot akarunk csinálni a régi Magyarországból. A határainkon túl élő szomszéd népekkel is barátságos és békés megegyezést keresünk és remélünk. …A magyar népköztársaság nevében: Károlyi Mihály miniszterelnök.”
A trianoni békeszerződés az első világháborút lezáró Párizs környéki békeszerződések Magyarországra erőszakolt rendszerének részeként, a háborúban vesztes Magyar Királyság (mint az Osztrák–Magyar Monarchia egyik utódállama, bár jogilag nem nevezhető utódállamnak) és a háborúban győztes antant szövetség hatalmai (Nagy-Britannia, Franciaország, Olaszország) között létrejött békeszerződés, amely többek között az Osztrák–Magyar Monarchia felbomlása miatt meghatározta Magyarország és Ausztria, Románia, valamint az újonnan létrejött Csehszlovákia és a Szerb–Horvát–Szlovén Királyság új határait. (Ausztria határairól emellett a saint-germaini békeszerződés is rendelkezik.)
Az első világháborút lezáró békerendszer alapján az akkori Magyarország népessége öt, a mai állapot szerint nyolc államban találta magát, és vele együtt történelmi és kulturális emlékhelyeinek nagy részét is:
- 300 ezer került Ausztriához,
- 3,5 millió Csehszlovákiához,
- 5,3 millió Romániához,
- 4,1 millió Jugoszláviához (beleértve Horvát–Szlavónország 2,6 millió lakosát).

Magyarországon az összmagyarság alig kétharmada, 7,6 millió fő maradt.
Románia 102 724 négyzetkilométernyi területet kapott, amely nagyobb terület, mint a mai magyar állam területe, a Szerb–Horvát–Szlovén Királysághoz 20 913 km2 került, Horvátországgal együtt 62 ezer. Csehszlovákia 61 661 km2-rel, Ausztria 3967 km2-rel gyarapodott. Lengyelország 519 km2-t, Olaszország pedig Fiumével 18 km2-t kapott.
Magyarország alaptörvénye 6. § 3. bekezdése kimondja, hogy „A Magyar Köztársaság felelősséget érez a határain kívül élő magyarok sorsáért, és előmozdítja a Magyarországgal való kapcsolatuk ápolását.”
A politikai erők határon túli magyarokkal kapcsolatos politikai álláspontja a magyar belpolitikai konfliktusok egyik alapvető forrása. A külpolitikában elsősorban azokkal a szomszédos országokkal merülnek föl vitás kérdések (Szlovákia, Románia, Szerbia) ahol jelentősebb számú magyar nemzetiségű lakos él.
A trianoni trauma óta eltelt évtizedek alatt hatalmas volt a magyarság lemorzsolódása az anyaország határain túl, az elszakított nemzetrészek szétfejlődésének jelei is mutatkoztak ugyan, de a nemzeti együvé tartozás érzése megmaradt. Kárpátalján például az 1910-ben rögzített 185 ezernyi magyar anyanyelvűek lélekszáma az 1921-es csehszlovák nemzetiségi statisztikákban 111 ezerre csökkent. A magyarság tudatában a történelmi Magyarország képe tovább élt. A Kárpát-medencében egy virtuális belső Magyarország született. Ennek határai a nemzeti nyelv, a nemzeti kötődésű irodalom, a hitélet, a művészetek, a népi alkotások, a hagyományőrzés, a viselkedési szokások továbbélése révén a fizikai-földrajzi, állami és jogi széttöredezettség ellenére az országhatárok fölött is átívelőn élt tovább.
Erre a nemzeti széttöredezettségre világít rá a két, magyarok lakta Szelmenc története is:
"Talán harminc esztendeje mart belém először az eleven húsig Trianon… Az ukrán–szlovák határral közepén kettévágott magyar község, Szelmenc önmagában is Európa szégyene. Az egyesülő Európáé is. Testvérek, fiak, szülők, szomszédok, barátok a szögesdróttal megerősített határon kiabálnak át egymásnak, könnyeiket törölgetve érdeklődnek egymás sorsáról, most, 2004 márciusában is, amikor már csak pár hét van hátra egy csapat közép-európai ország, köztük Szlovákia EU-s csatlakozásáig. Mindössze tíz lépést kellene tenniük, hogy kezet fogjanak vagy megöleljék egymást, de erre csak akkor van lehetőségük, ha száz kilométert utaznak.” (Romániai Magyar Szó, 2004.03.11.; Sike Lajos)

## A törvény preambuluma
Mi, a Magyar Köztársaság Országgyűlésének tagjai, azok, akik hiszünk abban, hogy Isten a történelem ura, s azok akik a történelem menetét más forrásokból igyekszünk megérteni, hazánkért és a magyar nemzet egészéért, az Alkotmányban rögzített felelősségünk jegyében, a magyarság egyik legnagyobb történelmi tragédiájára, a történelmi Magyarországot szétdaraboló, s a magyar nemzetet több állam fennhatósága alá szorító, 1920. június 4-én aláírt békediktátumra emlékezve, számot vetve e békediktátum által okozott politikai, gazdasági, jogi és lélektani problémák máig tartó megoldatlanságával, egyaránt tiszteletben tartva a magyar nemzet érdekeit és más nemzetek jogát arra, hogy a magyarság számára fontos kérdésekről másként gondolkodjanak, attól a céltól vezettetve, hogy e cselekedettel hozzájárulunk a Kárpát-medencében együtt élő népek és nemzetek kölcsönös megértésen és együttműködésen alapuló békés jövőjéhez, s egyúttal a XX. század tragédiái által szétdarabolt Európa újraegyesítéséhez, a következő törvényt alkotjuk.

## A törvény indoklása
Az 1920. június 4-én aláírt trianoni békediktátum kitörölhetetlen, máig feldolgozatlan nyomot hagyott Közép-Európa nemzeteinek tudatában, generációk óta a régió történelmének és politikai eseményeinek közvetlen vagy közvetett befolyásolója. Közép-Európa államai és nemzetei a döntés rájuk vonatkozó következményeinek megfelelően eltérő módon viszonyulnak a szerződéshez. Egyes nemzetek önazonosságuk megteremtése és kiteljesítése szempontjából meghatározó és előremutató eseménynek tekintik, ám a magyarság számára Trianon a 20. század legnagyobb tragédiája. A nemzeti emlékezés, a Kárpát-medence népei közös jövőjének elősegítése és az európai értékek érvényesülése azt a feladatot rója ránk, hogy segítsük Trianon döntéseinek megértését és feldolgozását. Ugyanakkor lehetőséget ad arra is, hogy bebizonyítsuk : a nyelvéből és kultúrájából erőt merítő magyarság e történelmi tragédia után képes a nemzeti megújulásra, az előtte álló történelmi feladatok megoldására 

## A magyar Országgyűlés döntésének fogadtatása

### A magyarországi pártok és az emléknap
A trianoni békeszerződés megkötésének napját a nemzeti összetartozás napjává nyilvánító törvényt az azt kezdeményező Fidesz és KDNP a parlamentben egyöntetűen támogatta és a döntés megszületését követően üdvözölte. Kövér László, a párt törvénytervezetet benyújtó képviselője szükségesnek nevezte az emléknapot, amelynek célja, hogy elkezdődjön a 90 évvel korábbi döntés révén keletkezett nemzeti trauma kibeszélése. Szintén teljes támogatásáról biztosította az emléknapot a KDNP is. Az ellenzéki pártok közül csak a Jobbik frakciója szavazta meg az emléknapot. A radikális párt közleményben bírálta a kormánypártokat, amiért azok korábban nem engedték megvalósulni a Jobbik által tervezett emléknapot, és saját kezdeményezésükként látványosan ünnepelték azt.
Az ellenzékben lévő MSZP parlamenti frakciója a preambulumban olvasható megfogalmazás miatt elzárkózott a javaslat támogatásától és bejelentette távolmaradási szándékát az Országgyűlés emlékülésétől, de a párt önálló rendezvényein megemlékezett az évfordulóról. A szocialisták emiatt számos bírálatot kaptak a jobboldali pártoktól.
A Lehet Más a Politika távol maradt az emléknapot övező vitáktól, a párt nem tette kommunikációja részévé a témát. Parlamenti frakciója a szavazásnál többségében tartózkodott, Schiffer András frakcióvezető igennel szavazott. Az LMP egyébként egyetértett a javaslat címének megfogalmazásával és azzal is, hogy a nemzeti traumákat „ki kell tárgyalni”. A javaslat szövegének megfogalmazása a párt szerint nem sérti más népek érzékenységét, és egyetértettek azzal is, hogy Trianont tragédiának nevezik.

### Nemzetközi reakciók
A magyar Országgyűlés döntése egyedül csak az országgal huzamos ideje hűvös viszonyt ápoló Szlovákiában váltott ki ingerült reakciókat. Ivan Gašparovič, Szlovákia elnöke válaszul nyilatkozatban méltatta a trianoni döntést, és a közép-európai béke alapkövének nevezte.
A Szlovák Nemzeti Párt elnöke, Ján Slota Trianon-emlékműveket állítana Szlovákia különböző részein, elsőként a magyar határ mentén fekvő Révkomáromban. A Szlovák Nemzeti Párt a szlovák–magyar határon felállított emlékművekkel szeretné demonstrálni, hogy szlovák városokról van szó. „Megmutatjuk a magyaroknak, hogy hol az államhatár” – nyilatkozott Slota június 1-jén megtartott pozsonyi sajtóértekezletén. Slota továbbá ezeket a szavakat mondta az avatáson: „Ez a mi válaszunk ezekre a provokációkra a Fidesz-párti magyar politikusok részéről, Orbán Viktor részéről, a neofasiszta Jobbik részéről. Szlovákia most az egész nemzetnek, egész Európának, és elsősorban a Duna másik oldalán élő magyaroknak megmutatta, hogy ez a mi földünk, ez szlovák föld, amelyet soha nem engedünk elvenni magunktól… Drága szlovák bátyáim és nővéreim, Szlovákia most megmutatja a magyaroknak, hogy ez itt a mi földünk, és nem engedjük elvenni! 1500 éve őslakos nemzet vagyunk mi itt…” A trianoni békeszerződést a szlovák államiság letéteményesként azonosította: „A Szlovák Köztársaság köszönetét fejezi ki a szövetséges hatalmaknak, hogy 1920. június 4-én a Párizs melletti Versailles-ban, a Nagy-Trianon palotában megkötötték a trianoni békeszerződést Magyarországgal, amely megpecsételte a történelmi Magyarország szétesését, létrehozta Csehszlovákiát, valamint más államokat az őket megillető határokon belül, és új arcot adott Európának.” Idézték még a szerződést szlovák aláíróját is, aki úgy vélte, elszámolt ezzel Magyarországnak népe vérével, szenvedésével és nyomorúságával. Az emlékművet egy szlovákiai magyar férfi megrongálta kalapáccsal, június 12-én, amit kamera is rögzített. Slota a rongálására válaszul ezt mondta: „Trianont, amely egyértelműen a szlovák államiságot, a szlovák szuverenitást jelképezi, a választás napján szétverték.” Ezzel arra akart célozni, hogy a magyarok fenyegetik Szlovákia függetlenségét.
Az erdélyi magyarság nevében a romániai Magyar Polgári Párt üdvözölte az emléknap bevezetését.

### Emléknapi rendezvények

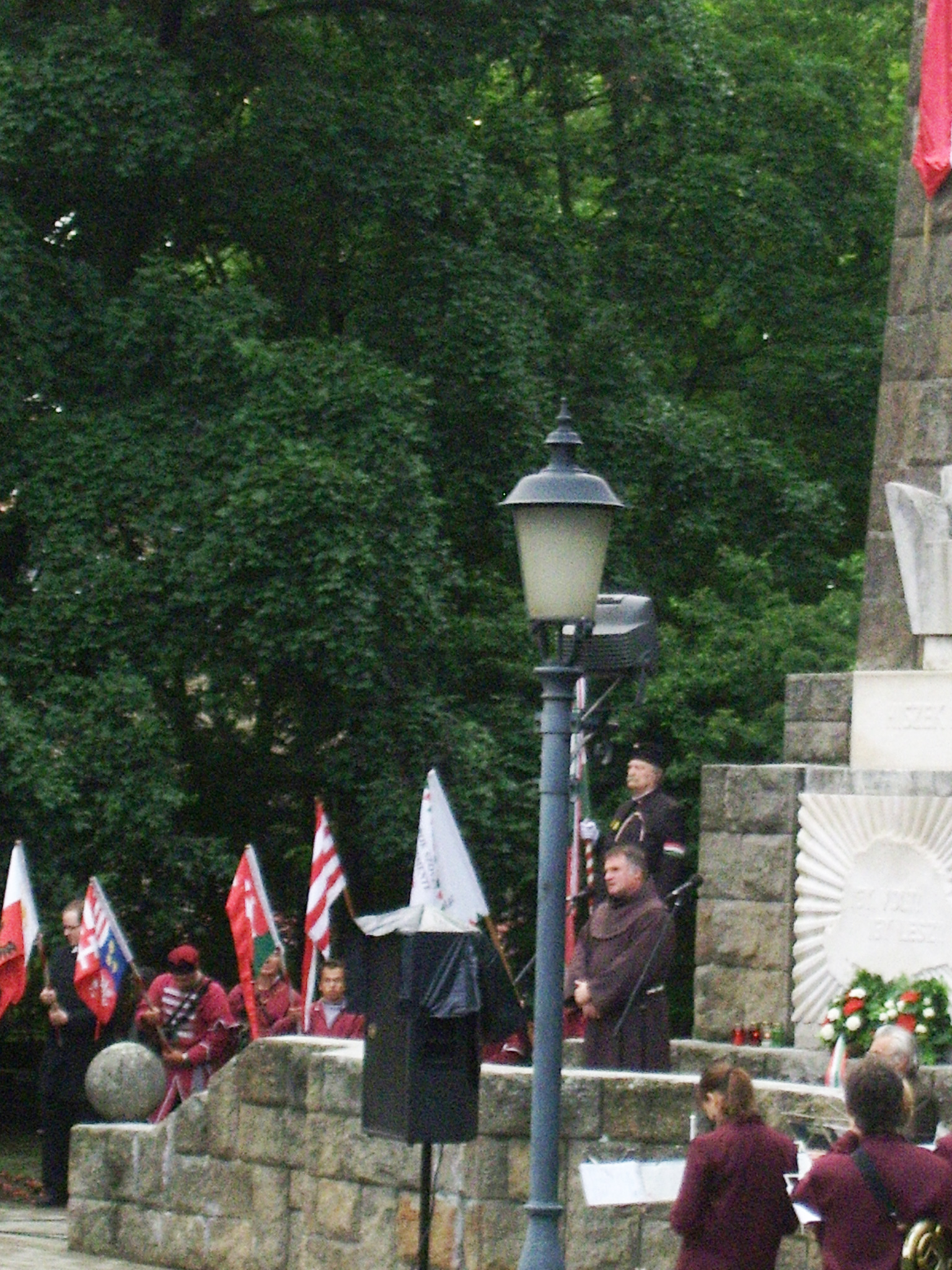
Rákoskeresztúri megemlékezés a nemzeti összetartozás napja alkalmából, Böjte Csaba ferences rendi szerzetes beszél a Nagy-Magyarországot ábrázoló dombormű előtt

- Budapest – 2010. június 4-én, a trianoni békeszerződés kilencven évvel ezelőtti aláírásának időpontjában a történelmi zászlók bevonulásával és harangzúgással kezdődött a parlament Trianon-emlékülése. „Nem etnikai zárványokban élő, hanem országába integrálódott magyarságra van szükség” – jelentette ki Sólyom László köztársasági elnök az első Trianon-emléknapon.[33] Kijelentette továbbá, hogy a törvény akkor tölti be a feladatát, ha új korszakot nyit.[34] A megemlékezésen beszédet mondott Schmitt Pál házelnök és Német László nagybecskereki püspök is.[35]
  - Csepel – 2010. június 5-én délelőtt 10 órakor a nemzeti összetartozás napja alkalmából a Béke téri Jézus Szíve katolikus templom kertjében egy új Trianon-emlékművet avattak fel. Sárossy Tibor faszobrász alkotásának felavatásakor átadták Tőkés László EP-képviselő üdvözletét, majd Németh Zsolt államtitkár, Tarlós István budapesti főpolgármester-jelölt és Németh Szilárd csepeli országgyűlési képviselő ünnepi beszédét hallgatták meg az egybegyűltek.[36][37]
  - Rákosliget – Rovásírásos helységnévtábla[38] avatására került sor június 4-én 18 órakor a Rákos-patak Ferihegyi úti hídjánál, Rákosliget déli bejáratánál. A helységnévtáblát Imre László tanár és a helyi Gregor József Általános Iskola diákjai készítették.[39] 2010. június 4-én 19 és 20 óra között a rákosligeti Trianon emléknapi megemlékezést és a magyar hősök emlékünnepét is a Népkertben tartották, illetve megemlékezés volt még a Pesti úti I. világháborús emlékműnél is. Riz Levente XVII. kerületi polgármester és Böjte Csaba ferences rendi szerzetes tartott beszédet.[40][41] Egy sajnálatos eset is történt azonban ezen a napon a XVII. kerületben. Ismeretlenek meggyalázták a rákoskeresztúri Trianon emlékművet. Budapest első, máig egyetlen közterületen található Trianon-emlékművén a vandálok piros festékkel fújták le a Nagy-Magyarországot ábrázoló domborművet. A polgármester rendőrségi feljelentést tett, egyúttal intézkedett, hogy az emlékművet sürgősséggel helyreállítsák, így az este 19 órakor kezdődő önkormányzati megemlékezésre már kijavították a rongálást, ahol Böjte Csaba dévai ferences szerzetes atya tartott megemlékező beszédet.[42]
- Piliscsaba – A nagyközség önkormányzata a nemzeti összetartozás napját, a trianoni békeszerződés kilencvenedik évfordulójától hivatalos települési emléknappá nyilvánította a rendkívüli testületi ülésén. A négy nemzetiségnek – magyar, szlovák, német, cigány – otthont adó település dr. Solti Gábor polgármester egyéni felajánlása nyomán a nemzetiségek egy-egy mesteremberének keze munkájával emlékhelyet létesítettek.[43]
- Bábolna – 2010. június 4-én a Rákóczi Szövetség Bábolnai Szervezete – közadakozásból – felállíttatta az Összetartozás Emlékművét a Szapáry kastély előtti parkban.[44] A mű a magyarság Kárpát-medencei gyökerekből táplálkozó, kereszt alakú, áldozatot hozó életfáját ábrázolja, melyet a Szent Koronán található Nap és Hold kísérnek ég felé növő útján. A művön Horváth Sándor beregszászi költő sorai olvashatóak:

„Mert a haza lelked része,

határait beléd véste ezer éve a hit.”

- Párizs - 2010. június 4-én a versailles-i kastély parkjában található Nagy-Trianon palota előtt tartott nagygyűlést a Magyarok Világszövetsége (MVSZ) szervezésében több magyar szervezet. A trianoni szerződés 90. évfordulója alkalmából nemzetközi tudományos konferenciát tartottak 2010. június 11-én Párizsban, a francia szenátus épületében. Az eseményt a Párizsi Magyar Intézet Baráti Köre, a párizsi magyar nagykövetség és a szenátus francia–magyar interparlamentáris csoportja szervezte.[45]

## Képgaléria

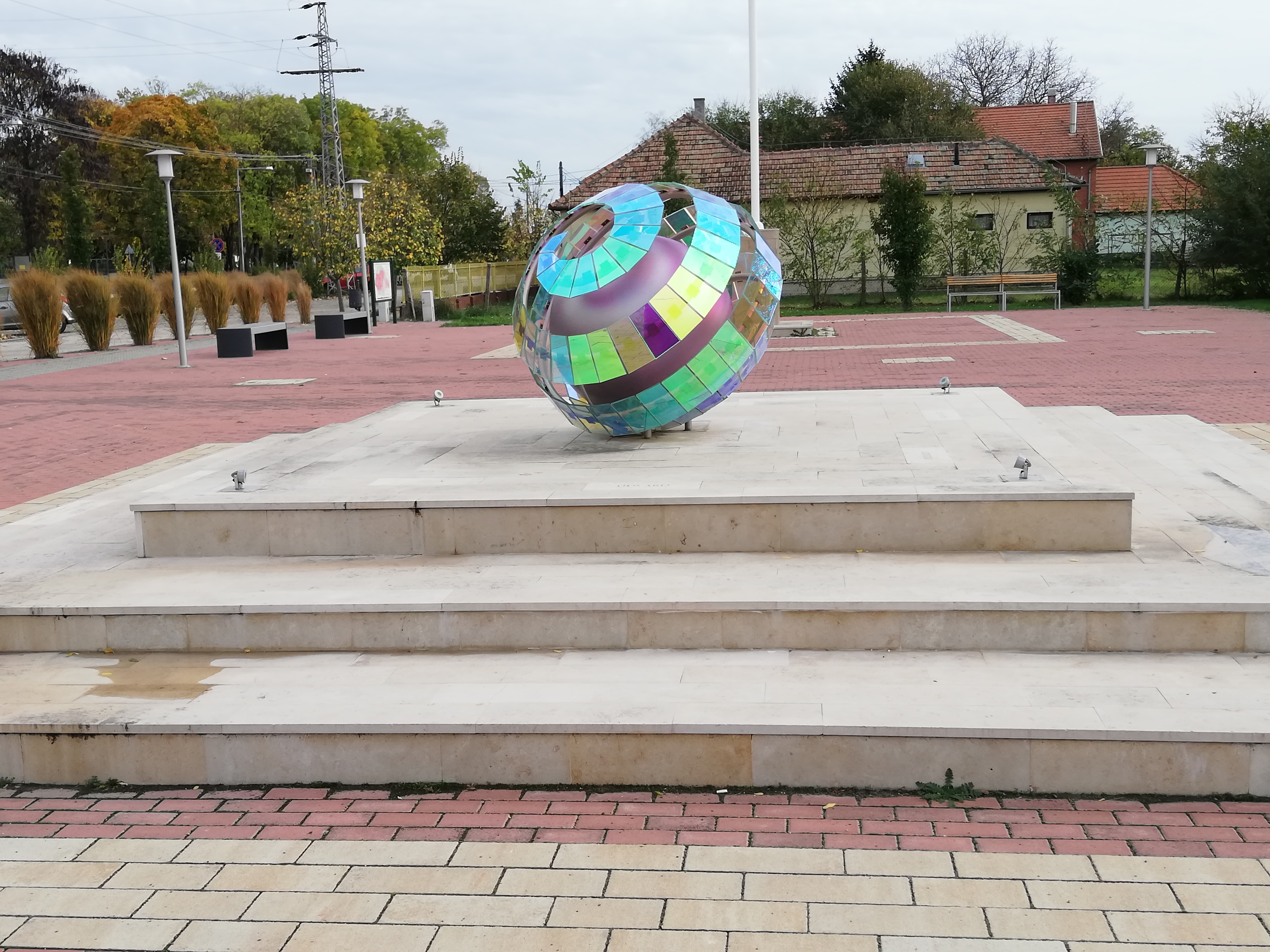
Balogh Eleonóra Kohézió című üvegszobra a nemzeti összetartozás örkényi emlékművének központi eleme
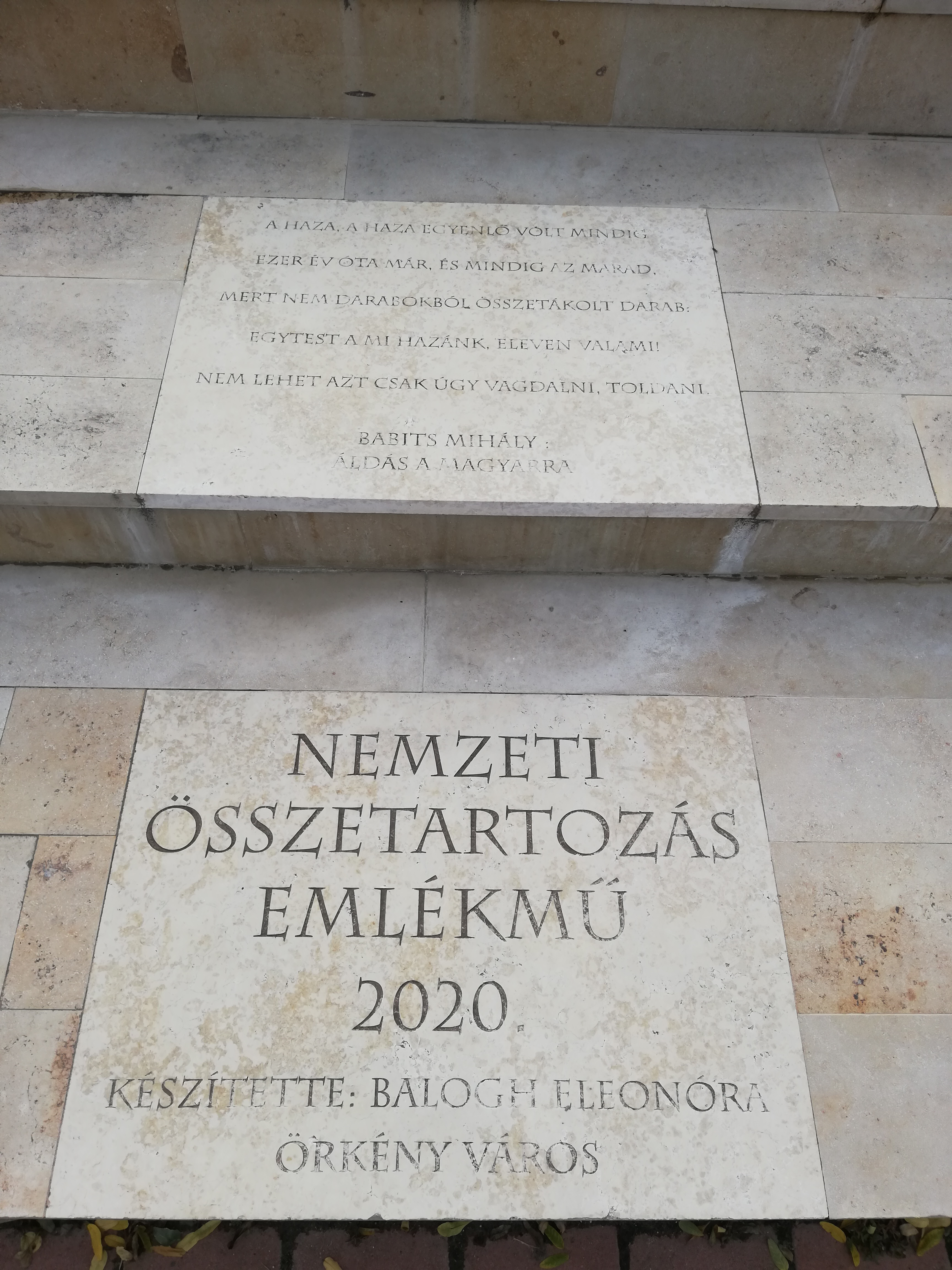
A nemzeti összetartozás örkényi emlékművének márványtáblái
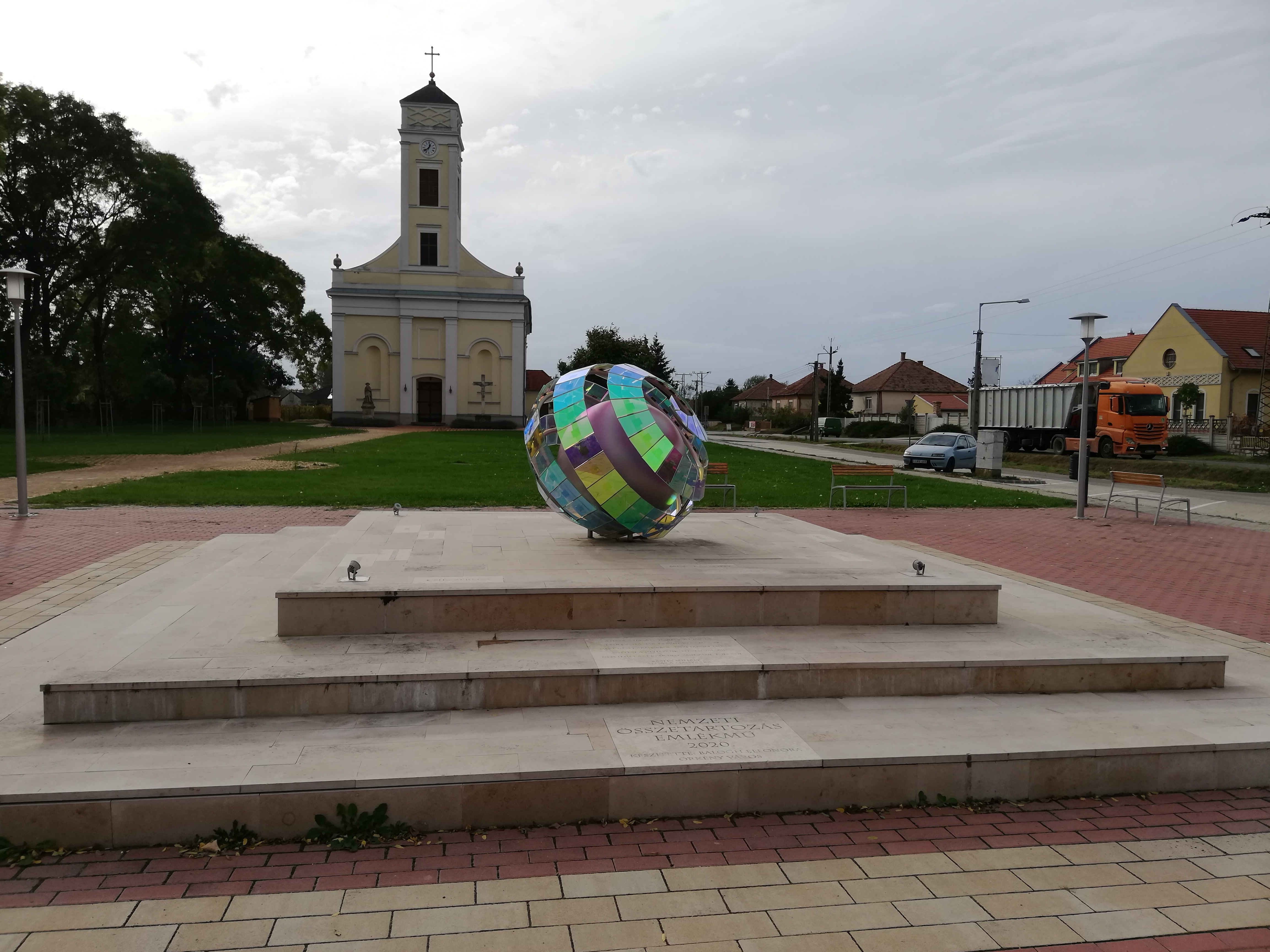
Örkény főtere a nemzeti összetartozás emlékművével